# Архимандрит Рафаил (Карелин)
Архимандрит Рафаил Карелин (груз. არქიმანდრიტი რაფაელი, рођен као Руслан Николајевич Карелин; б. 28. децембра 1931, Тбилиси, Грузијска ССР) - духовник Грузијске православне цркве, архимандрит, теолошки писац. Аутор многих књига о духовном животу, књига и чланака морално-аскетске природе, полемичких списа, проповеди, као и мемоара о поклоницима побожности које је лично познавао .

## Биографија
Рођен 28. децембра 1931 у Тбилисију, у породици инжењера и учитеља. Одмах по стицању средњег и високог образовања, напустио је секуларни живот и ступио у монаштво.

### Монаштво и достојанство
По сопственом признању, увек га је посебно занимала истина, многе дечије игре су биле досадне. Године 1954 је замонашен, а исте године је хиротонисан у јерођакона, а затим у јеромонаха. Убрзо након хиротоније служио је у цркви светог великомученика Георгија Победника у селу Илори, у близини града Оцхамцхира, Абхазијска ССР (Грузијска ССР). У Илорском периоду о. Рафаило је неко време изводио на захтев парохијана ослобађање опседнутих, а стање страсти са необичном снагом болесника и њихова мржња према свему у хришћанству натерало га је да размишља о посебној демонској стварности непријатељској силама светлости.

### У Сухуми
Касније је служио у гробничкој цркви Преображења у предграђу Сухуми. У сукхумском периоду будући архимандрит је упознао првог духовног оца - старешину глинског архимандрита Серафима Романтсова (канонизован 2010. године), познатог по свом посебном духовном искуству, и истинитој јеванђеоској љубави. Светитељ је на посебан начин знао да прикрије љубав и бригу за људе умерене строгости и тако је удаљио неразумне поклонике. Серафим се такође прославио чињеницом да је након затварања Глинске пустиње 1961. године, где је службовао 12 година, у Киргистану живео у непрекидној молитви и једноставан камен му је служио као дом. Отац Рафаило је такође добро познавао митрополита Тетритскара (канонизован 2010. године), познатог по својој љубави према Исусовој молитви и који је успево да усклади огромне административне активности са сталном молитвом.

### Наставне активности
Од 1975. предавао је у Богословији Мтскхета  Словенски и привремено је радио као инспектор.
Осамдесетих година 20. века Рафаило је посетио света места у Русији, манастире, посебно манастир Псково-Печерски. Игуман Сава постао му је духовни отац. Схиигуман Сава је стекао техничко образовање и, радећи као инжењер у фабрици, ушао је у манастир, где је временом стекао славу човека који је познавао истинску љубав према људима. Постоји неколико случајева исцељења тешко болесних људи његовим молитвама већ током његовог живота, а игуман Савва га је благословио да пише о духовним темама. Тада је отац Рафаило предавао на Тбилисијској богословској академији у различита времена словенски језик, историју религије, теологију и аскетизам.
Последње место његове свештеничке службе била је црква Светог Александра Невског у Тбилисију. Од 1988. године, због лошег здравља (смањеног вида), мирује и бави се књижевном делатношћу. Његова веб страница  садржи дела аутора теолошке и полемичке оријентације.